# Sunflower Sapporo (ferry de 1998)
Le Sunflower Sapporo (さんふらわあ さっぽろ, Sanfurawā Sapporo) est un ferry ayant appartenu à la compagnie japonaise MOL Ferry. Construit entre mars et septembre 1998 aux chantiers Mitsubishi Heavy Industries de Shimonoseki pour la compagnie Higashi Nihon Ferry, il portait à l'origine le nom de Varuna (ばるな, Baruna). Mis en service en octobre 1998 sur les lignes reliant Honshū à Hokkaidō par la mer du Japon, il sera finalement transféré sur les liaisons du Pacifique en 2000. Racheté par MOL Ferry en 2002, il est utilisé conjointement avec Higashi Nihon Ferry jusqu'au retrait de celle-ci en 2005. Intégré à la flotte de MOL Ferry, il est rebaptisé à l'occasion Sunflower Sapporo et reste exploité entre le Kantō et Hokkaidō jusqu'en 2017, date à laquelle il est remplacé par le nouveau Sunflower Sapporo. Vendu à l'armateur sud-coréen Seaworld Express Ferry, il est renommé Queen Mary (coréen : 퀸메리, Kwinmeli) et employé à compter de mars 2018 sur les lignes entre la Corée continentale et l'île de Jeju. Retiré du service à l'été 2022, il est vendu pour démolition au Bangladesh au mois de septembre.

## Histoire

### Origines et construction
Au début des années 1990, la compagnie Higashi Nihon Ferry met en place des liaisons maritimes en mer du Japon et inaugure un itinéraire reliant Jōetsu aux îles de Kyūshū et d'Hokkaidō. À la fin de la décennie, il est toutefois constaté que la ligne vers Kyūshū n'est pas rentable, ce qui amène la compagnie à l'intégrer comme un prolongement de la ligne d'Hokkaidō et d'y affecter les jumeaux Rainbow Bell et Rainbow Love, ce qui conduit donc au retrait des deux navires habituellement affectés, l‘Hercules et l‘Hermes, qui sont respectivement transféré sur les lignes du Pacifique et vendu à l'étranger. Ces changements auront cependant pour conséquence de réduire le nombre de traversées sur la ligne d'Hokkaidō. Afin de pallier ce problème, Higashi Nihon Ferry décide de la construction d'un navire neuf qui serait dévolu à cette desserte. 
Commandé au constructeur Mitsubishi Heavy Industries, ce futur navire s'inscrit dans la continuité de ses prédécesseurs et affiche des dimensions et une apparence similaires à celles du Rainbow Bell et du Rainbow Love. Dans un souci d'économie et afin de réduire le délai de livraison, les formes de la nouvelle unité arboreront toutefois un aspect plus classique. 
Assurée par les chantiers de Shimonoseki, la construction du navire débute le 4 mars 1998. Lancé le 11 août, il est achevé en seulement deux mois et demi et livré à Higashi Nihon Ferry le 28 octobre. Baptisé Varuna, il est le troisième navire de la compagnie à porter ce nom.

### Service

#### Higashi Nihon Ferry (1998-2005)
Le Varuna est mis en service le 3 novembre 1998 entre Jōetsu et Iwanai. Son exploitation sur cette ligne est cependant de courte durée, malgré les dispositions mises en place, Higashi Nihon Ferry ne parvient pas à rentabiliser ses liaisons en mer du Japon et réduit une nouvelle fois la voilure dès l'année 2000. En conséquence, le Varuna est transféré sur les lignes du Pacifique et remplace le ferry Hercules entre Ōarai et Muroran. 
Le 17 juin 2001, alors qu'il réalise sa manœuvre d'accostage à Muroran, une erreur de calcul le fait s'écarter du quai et heurter par la proue le flanc arrière bâbord du Rainbow Love, stationné à proximité.
En juin 2002, les difficultés financières de Higashi Nihon Ferry amènent la direction à établir un partenariat avec son ancienne rivale, la compagnie MOL Ferry. Cette dernière fait alors l'acquisition du Varuna à la hauteur de 75% et exploite le navire de manière conjointe avec Higashi Nihon Ferry sur la ligne Ōarai - Tomakomai. À l'occasion, la livrée du Varuna est légèrement modifiée, la bande orange et rouge, couleurs d'Higashi Nihon Ferry est repeinte en bleu et la cheminée arbore à présent la couleur orange des navires de MOL Ferry. 
Malgré la constitution de cette alliance, la situation d'Higashi Nihon Ferry ne s'arrangera pas. En janvier 2005, le Varuna est acquis en pleine propriété par MOL Ferry.

#### MOL Ferry (2005-2017)
Repris par MOL Ferry, le navire est intégré à la flotte de l'armateur et devient le Sunflower Sapporo. Il est également repeint aux couleurs de la compagnie et arbore sur sa coque le logo commercial Sunflower avec une livrée représentant un tournesol. Malgré le changement de propriétaire, il conserve son affectation entre Ōarai et Tomakomai. À partir de 2007, il navigue de concert avec le Sunflower Furano, ancien Hestia de Higashi Nihon Ferry, transféré au sein de la flotte MOL Ferry. 
En 2014, MOL Ferry annonce la commande de deux nouveaux navires prévus pour remplacer le Sunflower Sapporo et le Sunflower Furano. Devant initialement quitter la flotte en août 2017 à la suite de la mise en service de son successeur, le Sunflower Sapporo est dans un premier temps conservé jusqu'au mois d'octobre en raison d'un retard dans la livraison du nouveau Sunflower Sapporo. Après avoir achevé sa dernière traversée commerciale pour le compte de MOL Ferry le 22 octobre, il est retiré de la flotte puis vendu à la compagnie sud-coréenne Seaworld Express Ferry.

#### Seaworld Express Ferry (2017-2022)
Réceptionné par son nouveau propriétaire le 25 octobre 2017, le navire est rebaptisé Queen Mary et enregistré sous pavillon sud-coréen. Le 27 octobre, il quitte le Japon pour rejoindre la Corée du Sud. Arrivé à destination, le navire est transformé à Gwangyang et voit sa capacité portée à 1 200 passagers et 460 véhicules. Le Queen Mary entre en service le 6 mars 2018 sur les liaisons entre Mokpo et l'île de Jeju.
Au mois de juillet 2022, Seaworld Express Ferry lui substitue le ferry Queen Mary 2, ancien Ferry Fukuoka II racheté à la compagnie japonaise Meimon Taiyō Ferry. En conséquence, le Queen Mary est retiré de la flotte. Malgré son âge relativement jeune de 24 ans, le navire est vendu pour démolition au Bangladesh. Rebaptisé Mar et enregistré à Niue pour son dernier voyage, il quitte définitivement la Corée du Sud le 17 septembre et arrive au large de Chittagong le 7 octobre.

## Aménagements
Le Sunflower Sapporo possède 9 ponts désignés par ordre alphabétique. Si le navire s'étend en réalité sur 11 ponts, deux d'entre sont inexistants au niveau des garages afin de permettre au navire de transporter du fret. Les locaux passagers occupent les pontS A, B et C tandis que l'équipage loge à l'avant des ponts A et B. Les garages se situent sur les ponts D, E et F.

### Locaux communs
Les aménagements du Sunflower Sapporo sont situés sur les ponts A, B et C. À l'époque japonaise, le navire était équipé d'un restaurant, d'un café et d'une salle de jeux pour enfants sur le pont A, d'un cinéma, d'une salle d'arcade et de bains publics traditionnels (sentō) sur le pont B et d'une boutique sur le pont C. 
Depuis la vente du navire en Corée du Sud, les aménagements ont bénéficié de travaux de rénovations. La plupart des locaux ont été conservés mais des installations inédites ont été ajoutées telles qu'un karaoké, une brasserie-bar, mais également des points de vente franchisés à l'instar du café utilisant la marque coréenne Paris Baguette ou la boutique du bord utilisant la franchise 7-Eleven. 

### Cabines
À bord du Sunflower Sapporo, les cabines sont situées sur les ponts B et C vers l'avant. Le navire est équipé d'une suite d'une capacité de deux passagers, 16 cabines Deluxe de style occidental et quatre de style japonais pouvant accueillir deux personnes, 26 cabines Standard à quatre, cinq à deux et quatre de style japonais à quatre, cinq dortoirs Casual à huit et deux à 30, et enfin, six dortoirs Economy pouvant accueillir un total de 254 personnes. La suite ainsi que les cabines Deluxe sont équipées de sanitaires privés.
Sous les couleurs de Seaworld Express Ferry, la disposition des cabines a été conservée, bien que la décoration ait été modernisée.

## Caractéristiques
Le Sunflower Sapporo mesure 192 mètres de long pour 27 mètres de large, son tonnage est de 13 654 UMS (ce qui n'est pas exact, le tonnage des car-ferries japonais étant défini sur des critères différents). Il pouvait à l'origine embarquer 630 passagers ainsi que 77 véhicules et 154 remorques au sein d'un spacieux garage accessible au moyen de deux porte rampe latérales situées à la proue et à la poupe du côté tribord ainsi qu'une porte axiale arrière. Depuis sa vente en Corée du Sud, sa capacité a été portée à 1 264 passagers et 490 véhicules. La propulsion du Sunflower Sapporo est assurée par deux moteurs diesel Nippon Kokan-SEMT Pielstick 12PC4-2V développant une puissance de 35 600 chevaux entraînant deux hélices à pas variables faisant filer le bâtiment à une vitesse de 24 nœuds. Il est aussi doté de deux propulseurs d'étrave, d'un propulseur arrière ainsi que d'un stabilisateur anti-roulis. Les dispositifs de sécurité sont essentiellement composés de radeaux de sauvetage mais aussi d'une embarcation semi-rigide de secours.

## Lignes desservies
Sous pavillon japonais, le navire était essentiellement affecté aux liaisons avec l'île d'Hokkaidō depuis Honshū. Au début de sa carrière sous les couleurs d'Higashi Nihon Ferry, il desservait Hokkaidō par la mer du Japon sur la ligne Jōetsu - Iwanai de 1998 à 2000 avant d'être transféré sur les liaisons du Pacifique entre Ōarai et Muroran. À partir de 2002, il est affecté entre Ōarai et Tomakomai dans le cadre d'un partenariat entre Higashi Nihon Ferry et MOL Ferry et restera en service sur cette ligne jusqu'en 2017, intégrant entre-temps la flotte de MOL Ferry. 
Depuis mars 2018, le Queen Mary relie la Corée du Sud continentale et l'île de Jeju sur la ligne Mokpo - Jeju-si. 